# 동물 스포츠

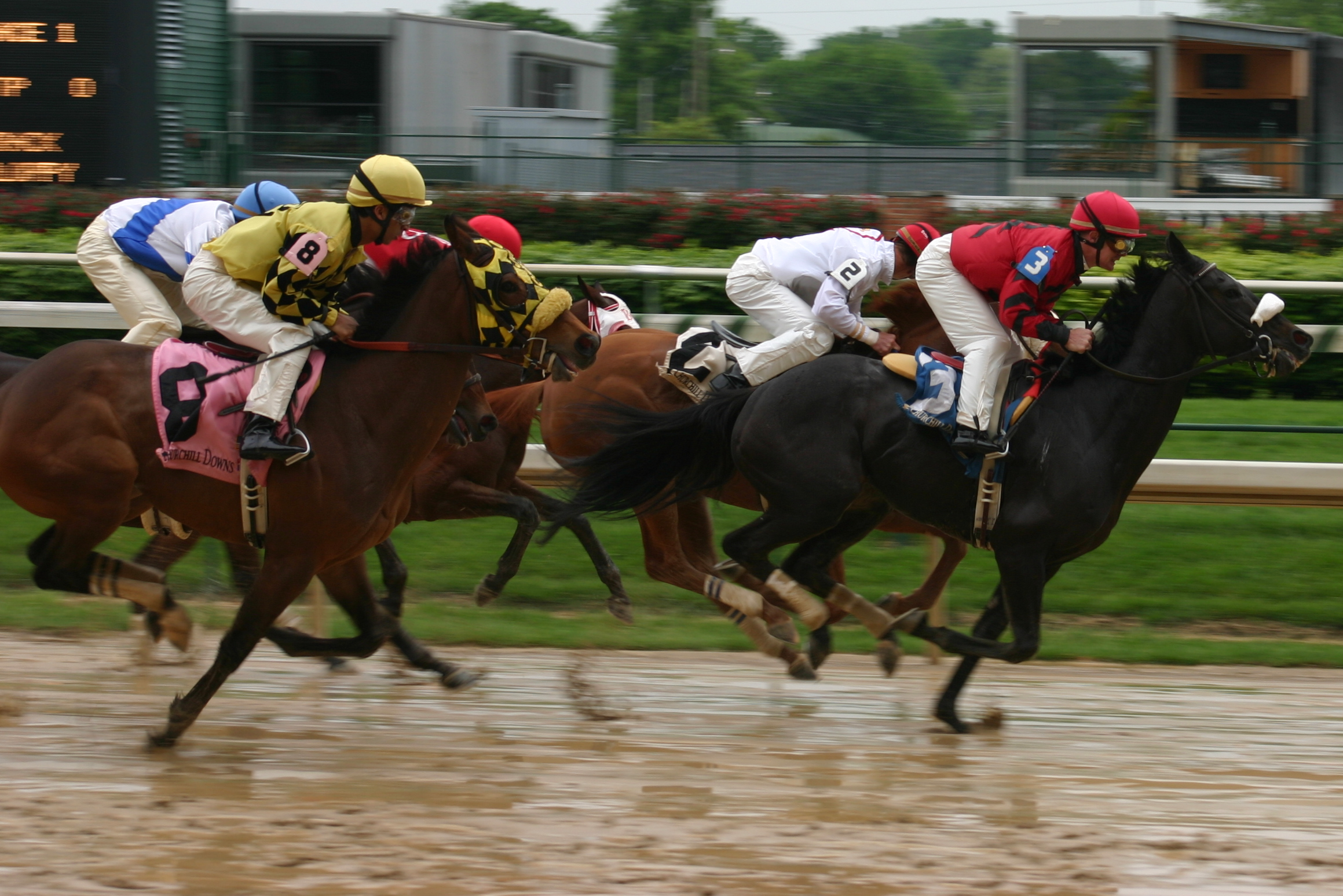
승마 경주가 진행 중인 장면.

동물 스포츠(Animals in sport, 애니멀 스포츠)는 동물들이 참가하는 스포츠 경기 종목으로 주로, 승마와 같은 종목이 있으며, 스페인에서는 투우가 가장 유명하다고 한다.
때때로는 개나 고양이 등도 동물 스포츠에 참가하는 경우도 간혹 있다.

## 주요 동물 스포츠 종목
- 도그쇼
- 캣쇼
- 승마
- 투우
- 투견

## 같이 보기
- 동물 학대